# 铜钱叶蓼
铜钱叶蓼（学名：Polygonum nummularifolium）为蓼科蓼属下的一个种。

## 扩展阅读
- 維基物種上的相關：铜钱叶蓼